# Catanzaro (provins)
Catanzaro  er en italienske provins på halvøen Calabrien.
Hovedstaden for provinsen er Catanzaro, som også har givet navn til provinsen.

## Kommuner
- Albi
- Amaroni
- AAmato
- Andali
- Argusto
- Badolato
- Belcastro
- Borgia
- Botricello
- Caraffa di Catanzaro
- Cardinale
- Carlopoli
- Catanzaro
- Cenadi
- Centrache
- Cerva
- Chiaravalle Centrale
- Cicala
- Conflenti
- Cortale
- Cropani
- Curinga
- Davoli
- Decollatura
- Falerna
- Feroleto Antico
- Fossato Serralta
- Gagliato
- Gasperina
- Gimigliano
- Girifalco
- Gizzeria
- Guardavalle
- Isca sullo Ionio
- Jacurso
- Lamezia Terme
- Magisano
- Maida
- Marcedusa
- Marcellinara
- Martirano
- Martirano Lombardo
- Miglierina
- Montauro
- Montepaone
- Motta Santa Lucia
- Nocera Terinese
- Olivadi
- Palermiti
- Pentone
- Petrizzi
- Petronà
- Pianopoli
- Platania
- San Floro
- San Mango d'Aquino
- San Pietro Apostolo
- San Pietro a Maida
- San Sostene
- San Vito sullo Ionio
- Sant'Andrea Apostolo dello Ionio
- Santa Caterina dello Ionio
- Satriano
- Sellia
- Sellia Marina
- Serrastretta
- Sersale
- Settingiano
- Simeri Crichi
- Sorbo San Basile
- Soverato
- Soveria Mannelli
- Soveria Simeri
- Squillace
- Stalettì
- Taverna
- Tiriolo
- Torre di Ruggiero
- Vallefiorita
- Zagarise

38°54′36″N 16°35′15″Ø / 38.91°N 16.5875°Ø